# جبريل براون
جبريل براون (بالإنجليزية: Gabriel Brown)‏ هو عازف قيثارة وكاتب أغاني ومغني أمريكي، ولد في 1910 في فلوريدا في الولايات المتحدة، وتوفي بنفس المكان في 1972 بسبب غرق.

## وصلات خارجية
- جبريل براون على موقع ميوزك برينز (الإنجليزية)
- جبريل براون على موقع أول ميوزيك (الإنجليزية)
- جبريل براون على موقع ديسكوغز (الإنجليزية)